# 長崎大学原爆後障害医療研究所
長崎大学原爆後障害医療研究所（ながさきだいがく げんばくこうしょうがいいりょうけんきゅうじょ、Atomic Bomb Disease Institute, Nagasaki University）は、長崎大学の研究施設で、本部を坂本キャンパスに置き、主に放射線や生物学に関する研究を行っている。略称は原研。

## 機構
- 放射線リスク制御部門
  - 放射線生物・防護学研究分野
  - 健康リスク学研究分野
  - 放射線分子疫学研究分野
  - 国際保健医療福祉学研究分野
  - 放射線災害医療学研究分野
- 細胞機能解析部門
  - 幹細胞生物学研究分野
  - 分子医学研究分野
- ゲノム機能解析部門
  - 人類遺伝学研究分野
  - ゲノム修復学研究分野
- 原爆・ヒバクシャ医療部門
  - 血液内科学研究分野
  - 腫瘍・診断病理学研究分野
  - アイソトープ診断治療学研究分野
- 放射線・環境健康影響共同研究推進センター
  - 共同研究推進部
  - 資料収集保存・解析部
    - 資料調査室
    - 生体材料保存室

  - チェルノブイリ分子疫学調査研究プロジェクト拠点
  - 長崎大学・川内村復興推進拠点
  - 長崎大学・富岡町復興推進拠点